# شوراب (أرسنجان)
شوراب (بالفارسية: شوراب) هي قرية تقع في إيران في قسم شورآب الريفي. يقدر عدد سكانها بـ 1325 نسمة بحسب إحصاء 2016.